# Lower East Side
Lower East Side er et kvarter i den sydøstlige del af New York, bydelen Manhattan. Traditionelt har det været immigrant-arbejderklasse kvarter, men kvartereret har undergået en gentrificering i de senere år, og befolkningstilvæksten udgøres i dag af unge professionelle og studerende.
Mens den eksakte vestlige og sydlige afgrænsning af kvarteret er åben for debat, refererer navnet Lower East Side i dag til Manhattan-området syd for Houston Street og vest for East River.
 Lower East Side afgrænses mod syd og vest af Chinatown (der mod nord afgrænses omtrentligt af Grand Street), mod vest af NoLIta, og med nord af East Village.